# Mendeltna
Mendeltna (Ahtna: Bendilna’) ist ein Ort und ein census-designated place (CDP) in der Copper River Census Area in Alaska in den Vereinigten Staaten. Das U.S. Census Bureau hatte bei der Volkszählung 2020 eine Einwohnerzahl von 36 ermittelt.

## Geographie
Mendeltna befindet sich am Glenn Highway (Alaska Route 1) 200 km ostnordöstlich von Anchorage sowie 48 km westlich von Glennallen. Etwa 25 Kilometer des Glenn Highways verlaufen innerhalb des CDP-Gebietes. Im Westen grenzt das CDP an das Eureka Roadhouse CDP, im Südwesten an das Nelchina CDP, im Südosten an das Tolsona CDP sowie im Norden an das Lake Louise CDP. Die südlich CDP-Grenze verläuft entlang dem Unterlauf des Nelchina River sowie dem Nordufer des Tazlina Lake. Der Ort liegt auf einer Höhe von 741 m. Im Süden erheben sich die Berge der Chugach Mountains.

## Geschichte
Seit dem Zensus 1990 ist Mendeltna ein census-designated place.

## Demografie
Zum Zeitpunkt der Volkszählung im Jahre 2020 (U.S. Census 2020) hatte Mendeltna 36 Einwohner auf einer Landfläche von 1169,85 km². Von den Einwohnern waren 35 Weiße. Beim Zensus 2000 wurde eine Einwohnerzahl von 63 ermittelt, im Jahr 2010 waren es 39. Somit war die Bevölkerungsentwicklung der letzten Jahre rückläufig.